# Les Espiègles (prix littéraires)
Pour les articles homonymes, voir Les Espiègles.
Les Espiègles sont les prix littéraires attribués par la Fédération Wallonie-Bruxelles à des auteurs belges ou résidant en Belgique et écrivant en langue française ou en langue régionale endogène (wallon, picard, lorrain, champenois, brabançon ou francique). Certains de ces prix ont été initiés dès 1924 par le Gouvernement belge ; ils ont pris leur nom actuel en 2023. Ce nom a été choisi en référence au roman La Légende d'Ulenspiegel de Charles De Coster.
Ces prix récompensent les auteurs débutants ayant publié un premier titre, les écrivains confirmés dont ils couronnent la carrière, les traducteurs des auteurs de la Fédération Wallonie-Bruxelles et les personnes qui par leurs publications ont participé au rayonnement à l'étranger.

## Espiègles de langue française

### Espiègle de littérature jeunesse
Décerné pour la première fois en 2006, ce prix récompense un auteur ou un illustrateur jeunesse issu de la Fédération Wallonie-Bruxelles, dont l’ensemble des publications constitue déjà une œuvre.
Lauréats
- 2006-2009 : Kitty Crowther
- 2009-2012 : Rascal
- 2012-2015 : Benoît Jacques
- 2015-2018 : Anne Brouillard
- 2018-2021 : Thomas Lavachery
- 2021-2023 : Anne Herbauts
- 2023-2025 : Bernadette Gervais

### Espiègle de la première œuvre en littérature de jeunesse
Lauréats
- 2019 : Gaya Wisniewski pour Mon bison
- 2020 : Sandra Edinger pour Le grand débordement
- 2021 : Elisa Sartori pour Je connais peu de mots
- 2022 : Almudena Pano pour Histoire en morceaux
- 2023 : Laura Simonati pour Mariedl, une histoire gigantesque
- 2024 : Charlotte Pollet pour Tout le monde a un teckel sauf moi

### Espiègle de la première œuvre en littérature générale
Décerné pour la première fois en 1997, ce prix annuel d'un montant de 5 000 euros récompense un auteur pour une première œuvre publiée en littérature générale. Ce prix est attribué sur proposition de la Commission des Lettres.
Lauréats
- 1997 : Élisa Brune, Fissures, L'Harmattan
- 1998 : Laurence Vielle, Zébuth ou l'Histoire ceinte, théâtre, éditions de l'Ambedui
- 1999 : Claire Huynen, Marie et le vin, éditions du Cherche Midi
- 2001 : Malika Madi, Nuit d'encre pour Farah, éditions du Cerisier
- 2002 : Régine Vandamme, Ma mère à boire, Le Castor Astral
- 2003 : Diane Meur, La Vie de Mardochée de Löwenfels écrite par lui-même, Sabine Wespieser éditeur
- 2005 : Yun-Sun Limet, Les Candidats, éditions de la Martinière
- 2006 : Marianne Sluszny, Toi Cécile Kovalsky, éditions de La Différence
- 2007 : Marc Pirlet, Le Photographe, éditions Labor
- 2008 : Charly Delwart, Circuit, éditions du Seuil
- 2009 : Martine Wijckaert, Table des matières, théâtre, éditions L'une & L'autre
- 2010 : Valérie de Changy, Fils de Rabelais, éditions Aden
- 2011 : Christophe Ghislain, La Colère du rhinocéros, éditions Belfond
- 2012 : Nicole Roland, Kosaburo, 1945, éditions Actes Sud
- 2015 : Gérard Mans, Poche de noir, éditions Maëlström
- 2016 : Aïko Solovkine, Rodéo, éditions Filipson
- 2017 : Charline Lambert, Chanvre et lierre, Le Taillis pré
- 2018 : Henri De Meeûs, Pitou et autres récits, Marque belge
- 2019 : Harold Schuiten, Tu vas aimer notre froid. Un hiver en Yakoutie, Les Impressions nouvelles
- 2020 : ex æquo : Maud Joiret, Cobalt, éditions Tétras-lyre et Claire May, Oostduinkerke, éditions de l'Aire
- 2021 : Anna Ayanoglou, Le Fil des traversées, Gallimard
- 2022 : Emmanuelle Dourson, Si les dieux incendiaient le monde, Grasset
- 2023 : Charlotte Bourlard, L’apparence du vivant, Inculte
- 2024 : Eléonore de Duve, Donato, Corti

### Espiègle de poésie
Décerné pour la première fois en 1928, ce prix d'un montant de 8 000 euros récompense tous les trois ans un auteur pour un recueil de poèmes en langue française. 
Lauréats
- 1928 : Victor Kinon, Bucoliques - Éditions La Renaissance du Livre
- 1931 : Franz Ansel, La Flamme et la Lumière – Nouveaux poèmes d'Italie - Éditions Jos. Vermaut
- 1934 : Marcel Thiry, Statue de la fatigue - Éditions du Balancier
- 1937 : Maurice Carême, Mère - Éditions Ouvrières
- 1940 : Grégoire Le Roy, La Nuit sans étoiles - Éditions Cox
- 1943 : Lucien Christophe, L'Ode à Péguy - Éditions des Artistes
- 1946 : Roger Bodart, La Tapisserie de Pénélope - Éditions La Maison du Poète
- 1949 : Armand Bernier, Il y a trop d'étoiles - Éditions Stainforth
- 1952 : Edmond Vandercammen, Le Banquet des ombres - Éditions La Maison du Poète
- 1955 : Géo Libbrecht, La Porte sans mémoire - Éditions Pierre Seghers
- 1958 : Norge, Les Oignons - Éditions Les Écrivains Réunis
- 1961 : Liliane Wouters, Le Bois sec - Éditions Gallimard
- 1964 : Jean Tordeur, Conservateur des charges
- 1968 : Andrée Sodenkamp, Femmes des longs matins - Éditions André De Rache
- 1971 : Pierre della Faille, Mise à feu - Éditions Morel
- 1974 : André Schmitz, Soleils rauques - Éditions André De Rache
- 1977 : Jacques Crickillon, La Guerre sainte - Éditions André De Rache
- 1980 : Werner Lambersy, Maîtres et maisons de thé - Éditions Le Cormier
- 1983 : Frans De Haes, Bréviaire d'un week-end avec l'ennemi - Éditions Le Cormier
- 1986 : François Jacqmin, Le Domino gris - Éditions Daily-Bul
- 1989 : Christian Hubin, Hors - Éditions José Corti
- 1992 : Jean-Pierre Verheggen, Artaud Rimbur - Éditions de La Différence
- 1995 : Philippe Lekeuche, Celui de rien - Éditions Les Éperonniers
- 1998 : Jacques Vandenschrick, Avec l'écarté - Cheyne Éditeur, 1995
- 2001 : Jacques Izoard, Le Bleu et la Poussière - Éditions de La Différence, 1998
- 2004 : William Cliff, Adieu Patries - Éditions du Rocher, 2002
- 2007 : Jan Baetens, Cent fois sur le métier - Éditions Les Impressions nouvelles, 2008
- 2010 : Vincent Tholomé, The John Cage experiences : 8 solos, duos ou trios - Éditions Le clou dans le fer
- 2013 : Serge Delaive, Art farouche - Éditions de La Différence
- 2020 : Marc Dugardin, Lettre en abyme, Éditions Rougerie
- 2023 : Célestin de Meeûs, Cavale russe, Éditions Cheyne

### Espiègle de la prose
Décerné pour la première fois en 1927, ce prix d'un montant de 8 000 euros récompense tous les trois voire quatre ans un auteur pour un roman ou un recueil de nouvelles en langue française.
Lauréats
- 1927 : Edmond Glesener, Une jeunesse - La Rose pourpre - La Flamme du cyprès
- 1930 : André Baillon, Le Perce-oreille du Luxembourg
- 1933 : Franz Hellens, Fraîcheur de la mer
- 1936 : Jean Tousseul, Le Masque de tulle
- 1939 : Abel Lurkin, Vie du Chêne-Madame
- 1942 : France-Adine Coucke, Panchiko
- 1945 : Richard Dupierreux, Coursier d'orient
- 1948 : Constant Burniaux, Les Abandonnés
- 1951 : Charles Plisnier, Vertu du désordre
- 1954 : Albert Ayguesparse, Notre ombre nous précède
- 1957 : Alexis Curvers, Tempo di Roma
- 1960 : Arthur Nisin, Le Journal de Russie
- 1963 : Marie Nicolai, L'Ombre de l'autre
- 1966 : Charles Bertin, Le Bel Âge
- 1970 : Jacques-Gérard Linze, L'Étang-cœur
- 1973 : Henry Bauchau, Le Régiment noir
- 1976 : Daniel Gillès, Le Festival de Salzbourg
- 1979 : Gabriel Deblander, L'Oiseau sous la chemise
- 1982 : Paul Emond, La Danse du fumiste - Éditions Jacques Antoine
- 1985 : Pierre Mertens, Ombres au tableau
- 1988 : Tom Gutt, Cette mémoire du cœur
- 1991 : Henry Bauchau, Œdipe sur la route - Actes Sud
- 1994 : Eugène Savitzkaya, Marin mon cœur - Les Éditions de minuit
- 1997 : André-Marcel Adamek, L'Oiseau des morts - Éditions Le Castor astral, 1995
- 2000 : Jean-Claude Pirotte, Mont Afrique - Le Cherche midi, 1999
- 2003 : Jacqueline Harpman, La Dormition des amants - Éditions Grasset & Fasquelle, 2002
- 2006 : Michel Lambert, La Maison de David - Éditions du Rocher, 2003
- 2009 : François Emmanuel, Regarde la vague - Éditions du Seuil, 2007
- 2013 : Jean-Philippe Toussaint, La Vérité sur Marie - Les Éditions de minuit, 2009
- 2016 : Thomas Gunzig, Manuel de survie à l’usage des incapables - Au diable vauvert, 2013
- 2019 : Caroline Lamarche, Dans la maison un grand cerf - Gallimard, 2017
- 2022 : Kenan Görgün, Le Second Disciple - Les Arènes

### Espiègle d’écriture dramatique
Décerné pour la première fois en 1926, ce prix d'un montant de 8 000 euros récompense tous les trois ans un auteur pour une pièce de théâtre.
Lauréats
- 1926 : Albert Giraud, Le Concert dans le musée
- 1929 : Fernand Crommelynck, Carine
- 1932 : Léon Ruth, L'Homicide
- 1935 : Herman Closson, Godefroid de Bouillon
- 1938 : Michel de Ghelderode, Escurial
- 1941 : Maurice Tumerelle, Musique de chambre
- 1944 : Georges Sion, La Matrone d'Ephèse
- 1947 : Charles Bertin, Don Juan
- 1950 : Jean Mogin, À chacun selon sa faim
- 1953 : Michel de Ghelderode, Marie la misérable
- 1956 : Claude Spaak, Le Pain blanc
- 1959 : Gérard Prévot, La Nouvelle Eurydice
- 1963 : Paul Willems, Il pleut dans ma maison
- 1969 : Paul Willems, La Ville à voile
- 1972 : Jean Sigrid, Quoi de neuf, Aruspice ?
- 1975 : René Kalisky, Jim le téméraire et Le Pique-nique de Claretta
- 1978 : Frédéric Baal, I
- 1981 : Jean Sigrid, L'Ange couteau
- 1984 : Jean Louvet, L'Homme qui avait le soleil dans sa poche
- 1987 : Michèle Fabien, Notre Sade
- 1990 : Jean-Marie Piemme, Neige en décembre
- 1993 : Paul Emond, Convives
- 1996 : Serge Kribus, Arloc
- 1999 : Philippe Blasband, Les Mangeuses de chocolat - Lansman éditeur, 1996
- 2002 : Jean-Marie Piemme, Toréadors - Lansman éditeur, 1999
- 2005 : Éric Durnez, Bamako - Lansman éditeur, 2003
- 2008 : Marie Henry, Moi, Michèle Mercier, 52 ans, morte - Lansman éditeur, 2007
- 2012 : Pierre Lorquet, Alberto est communiste - Lansman éditeur, 2008
- 2015 : Martine Wijckaert, Trilogie de l'enfer - éditions L'une et l'autre, 2011
- 2018 : Veronika Mabardi, Loin de Linden - Lansman éditeur

### Prix quinquennal de littérature
Décerné pour la première fois en 1929, ce prix d'un montant de 15 000 euros récompense tous les cinq ans un auteur pour l'ensemble de son œuvre. Il est également appelé « prix de couronnement de carrière ».
Lauréats
- 1929 : Maurice Des Ombiaux}
- 1934 : Albert Mockel
- 1939 : Gustave Vanzype
- 1944 : Edmond Glesener
- 1949 : Franz Hellens
- 1954 : Robert Vivier
- 1959 : Marie Gevers
- 1964 : Marcel Thiry
- 1970 : Norge
- 1975 : Carlo Bronne
- 1980 : Paul Willems
- 1985 : Henry Bauchau
- 1991 : François Jacqmin
- 1996 : Albert Ayguesparse
- 2000 : Liliane Wouters
- 2005 : Simon Leys
- 2010 : William Cliff
- 2015 : Jean Louvet & Jean-Marie Piemme
- 2020 : Caroline Lamarche

### Espiègle de l'essai
Décerné pour la première fois en 1925, ce prix d'un montant de 8 000 euros récompense tous les trois ans l'auteur d'un essai.
Lauréats
- 1925 : Hippolyte Fierens-Gevaert, Les Très Belles Heures de Jean de France, duc de Berry
- 1930 : Louis Dumont-Wilden, La Vie de Charles Joseph de Ligne
- 1935 : Paul Colin, Belgique, carrefour d'occident
- 1940 : Marie Delcourt, Périclès
- 1945 : Jean Hubaux, Les Grands Mythes de Rome
- 1950 : Carlo Bronne, L'Amalgame
- 1955 : Charles de Trooz, Le Magister et ses maîtres
- 1960 : Émilie Noulet, Suite valéryenne - Suite mallarméenne
- 1965 : Lucien Christophe, Le Jeune Homme Peguy
- 1971 : Suzanne Lilar, Le Malentendu du deuxième sexe
- 1976 : Georges Poulet, La Conscience critique
- 1981 : Simon Leys, Ombres chinoises
- 1986 : Hubert Juin, Victor Hugo
- 1991 : Raoul Vaneigem, Adresse aux vivants sur la mort qui les gouverne et l'opportunité de s'en défaire - éditions Seghers, 1990
- 1996 : Isabelle Stengers, L'Invention des sciences modernes - éditions la Découverte, 1993
- 2001 : Jacques Dubois, Pour Albertine, Proust et le sens du social - éditions du Seuil, 1997
- 2006 : François Ost, Raconter la loi, aux sources de l'imaginaire juridique - éditions Odile Jacob, 2004
- 2012 : Frédéric Thomas, Salut et Liberté : Regards croisés sur Saint-Just et Rimbaud - éditions Aden, 2009
- 2017 : Christine Aventin, Breillat des yeux le ventre, éditions du Somnambule équivoque, 2016
- 2020 : Pascal Durand et Tanguy Habrand, Histoire de l'édition en Belgique, Les Impressions Nouvelles, 2018
- 2023 : Myriam Watthee-Delmotte, Dépasser la mort, l’agir de la littérature

### Espiègle rayonnement des littératures belges (Prix Leo Beeckman)
Décerné pour la première fois en 1998, ce prix, d'un montant de 3 750 euros, récompense une personne de nationalité étrangère à la Belgique, qui, dans son pays, a œuvré à promouvoir la littérature de la Communauté Française de Belgique. Ce prix est décerné sur proposition de la Commission des Lettres. 
Lauréats
- 1998 : Rodica Pop
- 1999 : Paul Gorceix
- 2000 : Jean-Jacques Brochier
- 2000 : Ana Gonzalez
- 2001 : David Willinger
- 2002 : Anne Neuschaefer
- 2003 : Donald Friedman
- 2004 : Éric Lysøe
- 2005 : Anna Soncini
- 2006 : Michel Biron
- 2007 : Nathalie Aubert
- 2008 : Emmanuel Khérad
- 2009 : Gilles Pellerin
- 2010 : Yves Frémion
- 2011 : Susan Bainbrigge
- 2012 : Arnaud Huftier
- 2013 : Arnaud Rykner
- 2014 : Maria Chiara Gnocchi
- 2015 : le projet DrameEducation, porté par Jan Nowak et Iris Munos
- 2016 : Colette Lambrichs
- 2023 : Patrick McGuinness
- 2024 : Les Malcoiffés

## Espiègles de langue régionale
Créés en 1995, les prix biennaux et triennaux sont remis depuis 1996 et dotés de 2 500 euros. Le prix de la première œuvre est remis depuis 2017 et doté de 500 euros. Ce dernier prix récompense une œuvre inédite.
Les jurys de ces prix, différents chaque année, sont composés de membres de la session Langues régionales endogènes de la Commission d'avis des écritures et du livre.
Les prix n'ont pas été organisés en 1997 et en 1999.

### Espiègle de poésie en langue régionale
Lauréats
- 1998 : Nicolas Bach (wa), Späitren a Spéin et Jean-Marie Kajdanski (wa), Marie au blé et Trieux à moute (ex æquo)
- 2002 : Albert Maquet, Calipsô
- 2005 : Émile Gilliard, Bokèts po l' dêrène chîje
- 2008 : Rose-Marie François, Et in Picardia ego
- 2011 : David André (wa), V.5.0.
- 2014 : Jean-Marie Kajdanski (wa), ète là avèc
- 2017 : Dominique Heymans (wa), Pleuves
- 2020 : Jacqueline Boitte (wa), Èstwales
- 2023 : André Leleux, Éplénures du timps. El jour i fait sin tour

### Espiègle de théâtre en langue régionale
Lauréats
- 2000 : Georges Simonis (wa) & Roger Mounège, Li nwêre rôbaleûse
- 2003 : Émile Henry Genon, Li teule va s’ lèver et Roland Thibeau (wa), Mareskata (ex æquo)
- 2006 : Jacques Warnier (wa), Li coûsse dèl Royinne-Bihe
- 2009 : Roland Thibeau (wa), Moneuse
- 2012 : Yvonne Stiernet (wa) & Freddy Charles, Lès sins-rin
- 2015 : non attribué
- 2018 : Roland Thibeau (wa), L'viladje insclumî
- 2021 : Rose-Marie François, Filipè & Je.han et Michel Robert (wa) & Michel Meurée (wa), Vauban Toudis Li (ex æquo)
- 2024 : Nicole Goffart, Li vwès dès sondjes

### Espiègle de prose en langue régionale
Lauréats
- 1996 : Émile Gilliard, On vî fuzik èruni èt sacants-ôtès paskèyes et À chîjes trawéyes et Laurent Hendschel (wa), Su l’anutî et autres contes (ex æquo)
- 2001 : Danielle Trempont (wa), Ène mîye di mi
- 2004 : Joseph Bodson (wa), Li mwârt do Blanc Matî et Chantal Denis (wa), Mi, dji vôreu qu’i ploûreut (ex æquo)
- 2007 : Jean-Pierre Dumont (wa), Contes di m’ payis èt d’ co pus lon
- 2010 : Louis Marcelle (wa), Dèlé l' fontène
- 2013 : Joël Thiry (wa), Doze fèmes
- 2016 : Rose-Marie François, Lès Chènes
- 2019 : Jeannine Lemaître (wa), Li Ptit Bobo
- 2022 : Daniel Barbez (pcd), El réalité aurmintée

### Espiègle de la première œuvre en langue régionale
Lauréats
- 2017 : Pascal Winberg, C'est cha l'amour
- 2018 : Pierre Noël, El dernî pinchon
- 2019 : Eric Monaux (wa), Djan
- 2020 : Anne Blampain (wa), Dji routeu sins mouv’ter
- 2021 : Michelle Fourez, Louise Bel Air et Armand Herbeto, Mi sonle-t-i qui (ex æquo)
- 2022 : Gustave Defechereux, Cwand m’papa féve dès wafes
- 2023 : Alexandra Biebuyck, Mireo m’ bieau mireo
- 2024 : Jean Colot, Vîve li progrès

## Autres prix littéraires de la Fédération Wallonie-Bruxelles

### Prix de la traduction littéraire
Décerné pour la première fois en 1997, ce prix, d'un montant de 5 000 euros, récompense tous les ans un traducteur ayant contribué par la qualité de ses traductions au rayonnement de la littérature belge de langue française. Ce prix est décerné sur proposition du Collège européen des traducteurs littéraires de Seneffe.
Lauréats
- 1997 : Ernst van Altena  Pays-Bas
- 1998 : Anne-Marie Glasheen  Royaume-Uni
- 1999 : Janos Lackfi  Hongrie
- 2000 : Kan Nozaki  Japon
- 2001 : Frans Denissen  Belgique
- 2002 : Krassimir Kavaldjiev  Bulgarie
- 2003 : Laura Frausin Guarino  Italie
- 2004 : Romain Laroche  France
- 2005 : Petruta Spânu  Roumanie
- 2006 : Wang Bingdong  Chine
- 2007 : Radivoje Konstantinovic  Serbie
- 2008 : Philip Mosley  Royaume-Uni
- 2009 : Inese Petersone  Lettonie
- 2010 : Marijke Arijs  Belgique
- 2011 : Stefania Ricciardi  Italie
- 2012 : Dmytro Tchystiak  Ukraine
- 2013 : Nina Khotinskaya  Russie
- 2014 : Marianne Kaas  Pays-Bas

### Prix de philologie
Lauréats
- 1996 : Marie-Guy Boutier (wa), Atlas linguistique de la Wallonie, t. 8 : « La terre, les plantes et les animaux » (3e partie) et Michel Francard, Dictionnaire des parlers du Pays de Bastogne
- 2000 : Martine Willems, Vocabulaire du défrichement dans la toponymie wallonne
- 2002 : Willy Bal & Jean-Marie Pierret, Littérature dialectale de Wallonie
- 2004 : André Capron & Pierre Nisolle, Essai d’illustration du parler borain
- 2006 : Marie-Guy Boutier (wa), Marie-Thérèse Counet (wa) & Jean Lechanteur (wa), Atlas linguistique de la Wallonie, t. 6 : « La terre, les plantes et les animaux » (1re partie)
- 2008 : Émile Gilliard, Dictionnaire wallon. Niyau d' ratoûrnûres èt d' mots walons d'après Moustî èt avaur la
- 2010 : Esther Baiwir, Étude du vocabulaire dialectal belgoroman de la vie sociale
- 2012 : Jean-Marie Kajdanski (wa), Un autre état civil. Surnoms et sobriquets dans une commune de la Wallonie picarde : Wiers
- 2014 : Romain Berger (wa), Wallon d'aujourd'hui et de demain. Regards théoriques et critiques sur une « langue en danger »
- 2016 : non attribué
- 2018 : Jean-Jacques De Gheyndt, Schieven Architek!
- 2020 : Jean-Louis Laurent, La langue d'Èthe-Beaumont
- 2022 : Esther Baiwir, Atlas pan-picard informatisé et Georges Larcin, Dictionnaire français–picard borain. Le trésor lexical du Borinage

### Prix du média en langue régionale
Lauréats
- 1998 : non attribué
- 2001 : Fédération culturelle de la Province de Liège (wa), Tchantchès raconte Lîdje
- 2003 : Centre hainuyer d’Animation du Wallon à l’École (CHADWE) (wa), Ô boutique
- 2005 : non attribué
- 2007 : La Roulotte théâtrale, Martine à l’ cinse
- 2009 : Philippe Ory, Jacques Lefèbvre. L'homme & la chanson
- 2011 : Michel Azaïs (wa), Sèchalekissaspasse
- 2013 : Vincent Delire (wa), Né ène âme
- 2015 : Roland Thibeau (wa) & Frédéric Arseniew, Papy Rocker
- 2017 : Claire Hennen, badges et catalogue de badges « La Badjawe »
- 2019 : Vincent Delire (wa), Mimile et les Bribeux d'Toubac 4
- 2021 : De Braave Joenges, De Brave Joenges II (mention spéciale : Les Crapaudes (wa), Gote d'Èwe (wa))
- 2023 : Guy Cabay, Le Cabaycédaire

### Grand concours de nouvelles de la Fédération Wallonie-Bruxelles
Concours de nouvelles organisé annuellement par la Fédération Wallonie-Bruxelles dans le cadre de la Fureur de lire, une semaine d'activités liées à la lecture (expositions, lectures publiques, conférences...). Il est doté d'un premier prix de 1 250 euros et de trois mentions de 250 euros. Les nouvelles lauréates sont en outre publiées chaque année depuis 2000 dans un recueil.
Lauréats
- 1993 : Thierry Robberecht
- 1998 : Benoît Coppée
- 1999 : Naissance de mort de Tanguy Habrand
- 2000 : Mon vendredi de Sarah Berti
- 2001 : Envol de Daniel Adam
- 2002 : Monsieur Vulcain réfléchit de Stéphane Liessens
- 2003 : Ibuka Muzungu souviens-toi, le prédateur blanc de Bernard Bellefroid
- 2004 : La Mémoire de l'insoumise de Jean Botquin
- 2005 : Le Liseur de Jean-Paul Didierlaurent[3]
- 2006 : Van Dupont de Georges Flipo
- 2007 : Les Mauvaises Intentions de Jean-François Bourdoulous
- 2008 : Vocation précoce de François Aussanaire